# Прилепское сельское поселение
Прилепское се́льское поселе́ние — муниципальное образование в Залегощенском районе Орловской области Российской Федерации.
Административный центр — деревня Победное.

## История
Статус и границы сельского поселения установлены Законом Орловской области от 03 сентября 2004 года N 424-ОЗ «О статусе, границах и административных центрах муниципальных образований на территории Залегощенского района Орловской области».

## Население
| 2010 | 2012 | 2013 | 2014 | 2015 | 2016 | 2017 |
| ---- | ---- | ---- | ---- | ---- | ---- | ---- |
| 188  | ↘183 | ↘166 | ↘161 | ↘153 | ↘147 | ↗150 |
| 2018 | 2019 | 2020 | 2021 | 2023 |      |      |
| ↘147 | ↘142 | ↗154 | ↘140 | ↘133 |      |      |

## Состав сельского поселения
| № | Населённый пункт | Тип населённого пункта          | Население |
| - | ---------------- | ------------------------------- | --------- |
| 1 | Алексеевка       | деревня                         | 4         |
| 2 | Желябуга         | деревня                         | 33        |
| 3 | Победное         | деревня, административный центр | ↗115      |
| 4 | Ракзино          | деревня                         | 17        |
| 5 | Суворово         | деревня                         | 19        |